# Englerophytum stelechantha
Englerophytum stelechantha är en tvåhjärtbladig växtart som beskrevs av Kurt Krause. Englerophytum stelechantha ingår i släktet Englerophytum och familjen Sapotaceae. Inga underarter finns listade i Catalogue of Life.